# Sophia Johnston
Sophia Johnston, född 1730, död 1810, var en skotsk snickare och smed. 
Johnston ska inte ha fått gå i lära hos någon hantverkare men själv lärt sig sina yrken. Hon utpekas som den första källan till sången om Robin Gray.